# Sankt Martin (Pfalz)
Sankt Martin település Németországban, Rajna-vidék-Pfalz tartományban. Lakosainak száma 1676 fő (2023. december 31.). Sankt Martin Maikammer, Edenkoben, Kirrweiler és Gommersheim községekkel határos.

## Népesség
A település népességének változása:
| Lakosok száma | 1886 | 1712 | 1681 | 1695 | 1683 | 1676 |
|               | 1975 | 2018 | 2019 | 2021 | 2022 | 2023 |